# 宇都宫城钓天井事件
宇都宫城钓天井事件是1622年发生于日本的一起政治阴谋。此案件情节非常复杂，异说颇多。一般认为当时的下野国宇都宫藩主，江户幕府老中本多正纯被控告在其居城宇都宫城设立活动天花板（“钓天井”），企图暗杀在宇都宫城过夜的征夷大将军德川秀忠。事后，德川秀忠以本多正纯私自制造铁炮等理由，没收其领地并流放到出羽的横手。事实上，宇都宫并没有活动天花板的机关，本多正纯获罪是因为其他的原因。本多正纯究竟是否有谋反之心，以及控告其谋反者究竟是谁，争议极大，难以确切考证。江户中后期的歌舞伎演出经常以宇都宫钓天井作为题材。

## 背景
正纯的父亲本多正信是将军德川秀忠的老中，正纯曾是駿府大御所德川家康的得力助手。正信和正纯扳倒政敌大久保忠邻后，虽然在幕府中有着很强的影响力，但也有很多的政敌。
元和2年（1616年），家康和正信相继去世，正纯领受下野小山藩5万3000石俸禄，成为德川秀忠的老中。但是仗着从上代就开始做德川家的重臣，正纯不断炫耀自己的权势，使得秀忠和秀忠的其他臣下感到厌烦。元和5年（1619年）10月，福岛正则被剥夺领地后，正纯以家康遗命作为借口，将奥平忠昌由10万石的下野宇都宮藩转封至11万石的下总古河藩，而自己则由5万3000石的小山转封至15万5000石的宇都宫。由此，招致更深的反感。

## 经过
元和8年（1622年），家康的七回忌时，秀忠到日光东照宫参拜。由于秀忠计划参拜结束后在宇都宫城停留一晚，正纯开始修缮宇都宫城，并营造御城御殿。4月16日，秀忠到达日光后，秀忠的姐姐，也是奥平忠昌的祖母，加纳御前密报说“宇都宫城的修缮有阴谋”。4月19日，秀忠以“妻子生病”为借口，未在宇都宫城，而在壬生城停留了一晚，并在21日返回了江户城。
同年8月，剥夺出羽山形藩最上家亲的领地时，正纯作为将军的使者接受山形城。在这期间，秀忠罗列了如秘密制造火绳枪、毫无理由的整修宇都宫城本丸城墙，以及在宇都宫城的寝室修造活动天花板的机关，试图计划压死秀忠等11条正纯的罪状。伊丹康胜和高木正次受秀忠指派，来到正纯处，以这11条罪状质问正纯，但正纯对答如流。可是正纯却无法回答康胜追加的3条罪状（处死不服从修造城池命令的将军直属的根来众；毫无理由的买入火绳枪；不经允许，在宇都宫城内私自修造机关）。于是被剥夺了领地。但是由于世代的忠诚，秀忠赐给正纯出羽由利郡的5万5000石领地。
正纯没有接受谋反风波的教训，拒不接受由利郡5万5000石的封地，反而惹恼了秀忠。于是本多家遭到改易，而正纯则被流放到出羽的横手，寄身久保田藩主佐竹义宣门下。此后正纯获得了1000石的俸禄。宽永13年（1637年），正纯在秋田横手城去世，终年73岁。

## 波紋
有關正純謀反的證據並沒有找到，也因此秀忠並沒有留在宇都宮城。元和8年（1622年）4月19日秀忠派遣井上正就前往調査確認。事件結束后也有一說是因為土井利勝的策略而使得讓秀忠和加納御前引起反感。加納御前是被正純在從宇都宮被轉封至下總古河的忠昌的祖母，而且加納御前的女兒是已經被改易的大久保忠隣嫡子大久保忠常的正室。
再有，因為本多正純自身從家康時代到秀忠時代都有著莫大的影響力，也是被疏遠的一個原因。。
這個題材也成為了講談和歌舞伎比較唱好的題材。收到這個內容的影響，翌年（1623年），越前藩主松平忠直也謀反嫌疑而遭到了指控，之後也遭到了改易。

## 注解
1. ↑  「宇都宮市史 近世通史編」23頁）
2. ↑  山本博文（日语：山本博文）：江戶城的宮廷政治（講談社学術文庫）